# McMillan and Wife
McMillan and Wife (br: Casal McMillan) é uma série de televisão norte-americana lançada em 1971 que conta as aventuras de Stewart McMillan (Rock Hudson), a esposa Sally (Susan Saint James) e a sarcástica empregada Mildred (Nancy Walker). Era uma das séries que se revezavam semanalmente no programa criado pela rede NBC, que a princípio foi chamado de "Mistery Movie" (no Brasil,  "Os Detetives"). As três séries que se revezavam eram: Columbo (com Peter Falk), McMillan e McCloud (com Dennis Weaver). A maior audiência era de Columbo, mas tanto McMillan quanto McCloud tinham boa aceitação.
Stewart McMillan é um comissário da polícia de São Francisco, envolvido em casos criminais e que conta com a participação da esposa para resolver os crimes. 
O tema é policial, mas conta com uma dose de comédia considerável. Sally McMillan aparece grávida em alguns momentos da série, mas inexplicavelmente esse filho não apareceu na sequência da temporada.